# Allium blandum
Allium blandum — вид рослин з родини амарилісових (Amaryllidaceae); поширений у Гімалаях Індії та Пакистану, пн.-зх. Сіньцзяні (Китай), Афганістані, Таджикистані.

## Опис
Цибулина зазвичай поодинока, рідко парна, вузько-яйцеподібна, діаметром 1.5–2 см; оболонка коричнева. Листки широко лінійні, коротші від стеблини, 2(5)7–10 мм завширшки, плоскі, гладкі. Стеблина 25–30 см, циліндрична, вкрита листовими оболонками лише при основі. Зонтик кулястий, густо багатоквітковий. Оцвітина рожевувато-червона; сегменти довгасті, 5.5–7 мм, верхівки тупі.

## Поширення
Поширення: Гімалаї в Індії та Пакистані, північно-західний Сіньцзян (Китай), Афганістан, Таджикистан.
Населяє вологі схили у високих горах.